# 骨折
骨折（bone fracture，fracture）或骨裂，是因外伤、疾病所引发的骨骼或骨小梁连续性的中断与完整性的破坏。例如：腰椎的压缩性骨折、四肢长管状骨的断裂。骨裂口语指“裂纹骨折”，临床医学中并没有这术语，属一种闭合、稳定、不完全性骨折。骨折以疼痛、肿胀、功能障碍、畸形及骨擦音等为主要表现。
骨折可以是強力的撞擊或壓力導致，情況嚴重時，骨骼可能碎成數塊；在某些骨骼弱化的醫學狀況下（如骨質疏鬆症、骨質缺乏、骨癌、成骨不全症）受到輕微創傷也可造成骨折，被稱為病理性骨折。

## 症狀
儘管骨組織不具有疼痛接受器（一種感覺接受器），但骨折有多種原因可造成疼痛：
- 骨膜的連續性受到破壞，或伴隨有類似的骨內膜不連續性，這兩者都具有多種疼痛接受器。
- 骨髓破裂引起附近軟組織的水腫和血腫造成壓迫疼痛。
- 試圖穩定骨碎片位置的不自主肌肉痙攣。

對神經、肌肉、血管、脊髓、神經根（如脊柱骨折）、顱骨內部（如顱骨骨折）等相鄰結構的損壞可能會導致其他特定的症狀。

### 併發症

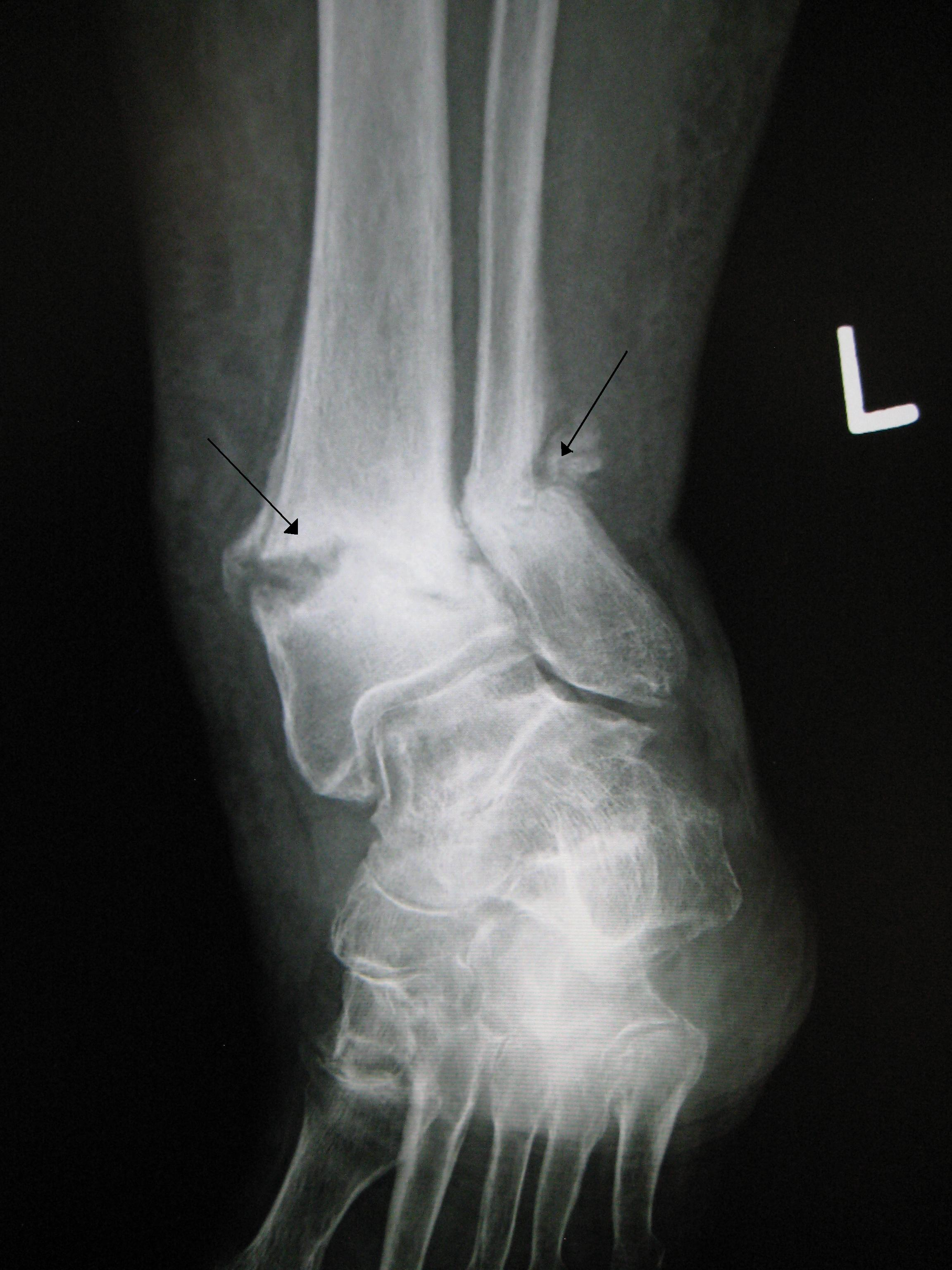
陳舊性骨折伴隨骨碎片不癒合

有些骨折可能會導致嚴重的併發症，比如腔室症候群。如果未妥善治療，腔室症候群最終有可能需要截肢。其他併發症可包括不癒合（癒合失敗）或癒合不良（以變形的方式癒合）。

## 診斷

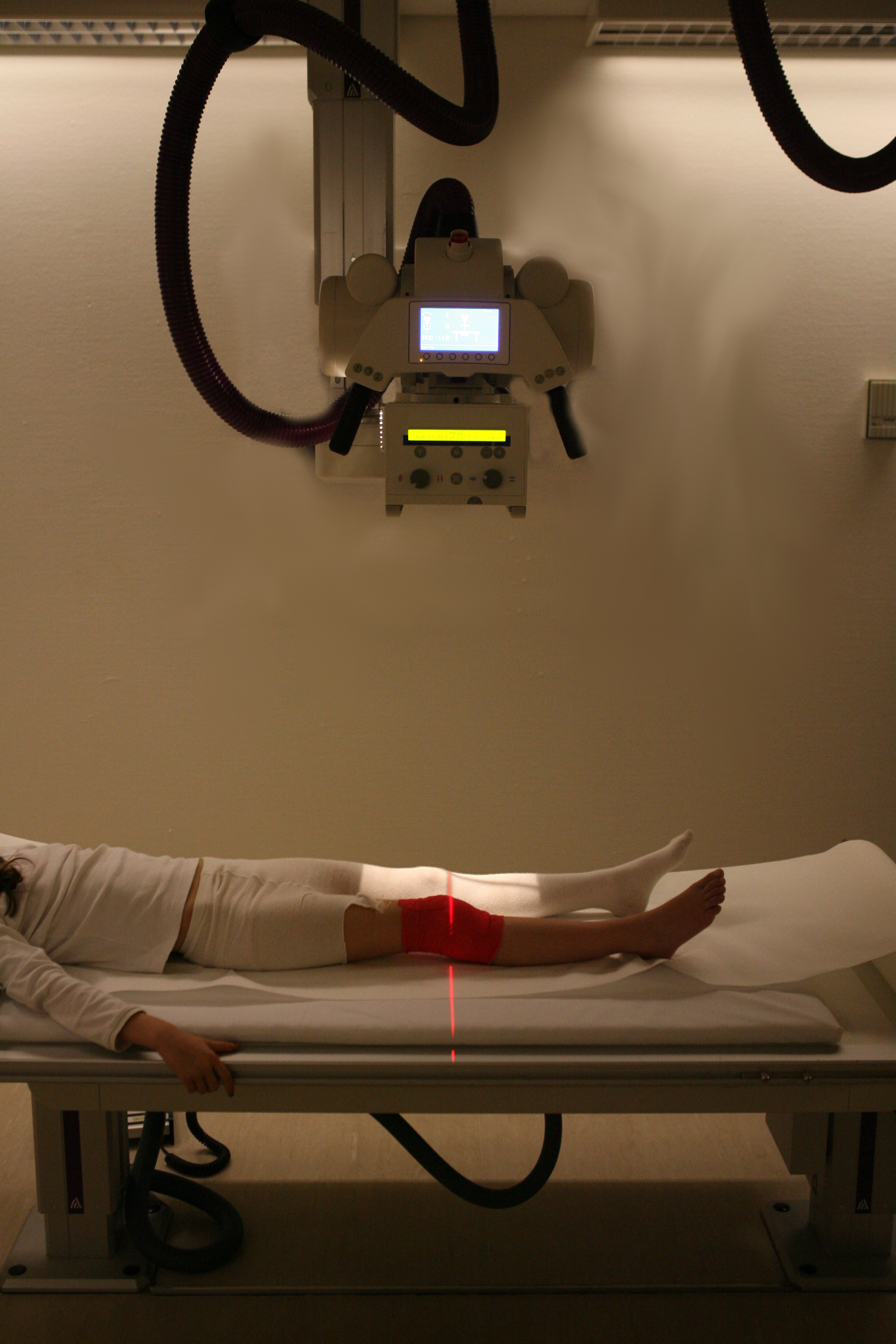
安排放射檢查確認膝關節受傷是否造成骨折。

可根據病史和理學檢查來診斷骨折。通常會安排放射檢查以確認診斷。在某些情況會對鄰近的關節進行放射檢查，以排除脫臼的可能性。有時僅放射檢查不足以確診，可以安排電腦斷層掃描或核磁共振成像檢查。

### 分類
骨折有多種分類法。

#### 作用機轉
- 創傷性骨折：因創傷而導致的骨折，例如跌倒、交通事故、暴力等引起的骨折。
- 疲勞性骨折：反復累積性的壓力所造成的骨折，原理類似金屬疲勞，常見於健行、行軍中的蹠骨骨折。
- 病理性骨折（英语：Pathologic fracture）：因為內科疾病而非外力造成的骨折，如骨膿瘍、癌細胞轉移至骨頭、成骨不全症、骨質疏鬆症等原因。
- 周植體（英语：Periprosthetic）骨折：骨折位於植入物末端的機械性脆弱處。

#### 鄰近軟組織
- 閉鎖性骨折：骨折部位沒有與人體外部接觸。
- 複雜性或開放性骨折：骨折部位碰觸到體外。因為接觸到皮膚上和環境中的細菌，一般都需要抗生素治療。

#### 移位
- 非移位骨折
- 移位骨折
  - 錯位（Translated）[7]
  - 彎折（Angulated）
  - 旋轉（Rotated）
  - 壓短（Shortened）

#### 形態
- 線性骨折：骨折線與骨長軸平行。
- 橫向骨折：骨折線與骨長軸垂直。
- 斜向骨折：骨折線與骨長軸斜角大於30°。
- 螺旋骨折（英语：Spiral fracture）：至少一部分的骨骼扭轉，形成螺旋形的骨折線。
- 壓迫性骨折（英语：Vertebral compression fracture）：通常發生於椎骨，比如椎骨前部因骨質疏鬆症而部分塌陷。
- 嵌入骨折[8]：斷骨相互擠壓的骨折。
- 剝離性骨折（或譯撕除性骨折、撕裂性骨折）：肌腱或韌帶連接著骨碎片剝離骨骼主體。

#### 斷骨狀態
- 不完全骨折：斷骨處仍部分連接，骨裂的面積小於該骨的截面積。
- 完全骨折：骨裂使骨頭完全斷開。
- 粉碎性骨折：斷骨處裂為數塊。

#### 解剖位置
解剖學上可以從特定的身體部位（例如頭部或手臂）開始分類，然後進行更細的定位分類。除了局部定位的分類方式，具有額外定義條件的骨折也可以歸類為某些骨折亞型，例如Holstein-Lewis fracture是肱骨骨折的亞型。
- 顱骨骨折
  - 顱底骨折
  - 眼窩骨折（英语：Orbital blowout fracture）
  - 下頷骨骨折
  - 鼻骨骨折
  - Le Fort fracture of skull
- 脊椎骨折（英语：Spinal fracture）
  - 頸椎骨折（英语：Cervical fracture）
    - 傑佛遜骨折
    - Hangman's fracture
    - Flexion teardrop fracture

  - Clay-shoveler fracture
  - Burst fracture
  - 椎骨壓迫性骨折（英语：Vertebral compression fracture）
  - Chance fracture
  - Holdsworth fracture
- 肋骨骨折
- 胸骨骨折（英语：Sternal fracture）
- 肩骨折
  - 鎖骨骨折
  - 肩胛骨骨折（英语：Scapular fracture）
- 肱骨骨折（英语：Humerus fracture）
  - 肱骨髁上骨折（英语：Supracondylar humerus fracture）[9]
  - Holstein–Lewis fracture
- 前臂骨折
  - 尺骨骨折
    - Monteggia fracture
    - Hume fracture

  - 橈骨骨折
    - Essex-Lopresti fracture
    - 遠端橈骨骨折（英语：Distal radius fracture）
      - Galeazzi fracture
      - Colles' fracture
      - Smith's fracture
      - Barton's fracture
- 腕骨骨折
  - 手舟骨骨折（英语：Scaphoid fracture）
- 手部骨折
  - Rolando fracture
  - Bennett's fracture
  - Boxer's fracture
- 骨盆骨折（英语：Pelvic fracture）
  - 髖骨骨折
  - Duverney fracture
- 股骨骨折（英语：Femoral fracture）
  - 髖部骨折
- 髕骨骨折（英语：Patella fracture）
- 單一小腿骨骨折（英语：Crus fracture）
  - 脛骨骨折
    - Pilon fracture
    - Tibial plateau fracture
    - Bumper fracture
    - Segond fracture
    - Gosselin fracture
    - Toddler's fracture

  - 腓骨骨折
    - Maisonneuve fracture
    - Wagstaffe-Le Fort avulsion fracture
    - Bosworth fracture

  - 脛骨腓骨合併骨折
    - Trimalleolar fracture
    - Bimalleolar fracture
    - Pott's fracture
- 足部骨折
  - Lisfranc injury
  - Jones fracture
  - March fracture
  - 跟骨骨折（英语：Calcaneal fracture）

## 預防
高力和低力創傷均可導致骨折。車禍是造成高力創傷的最常見原因，其預防措施包括減少駕駛時的注意力分散，常見的干擾是駕駛中發訊息或打電話，這兩種情況都會導致事故增加約6倍。繫上安全帶可以減少車禍受傷的可能性。
低力創傷的常見原因是在家中跌倒。考量其預防措施，美國國家衛生院研究如何降低跌倒的可能性、降低跌倒的力道、降低骨骼易碎性的各種方法。為防止在家中跌倒，建議讓電線遠離較常行走的區域以避免絆倒，安裝扶手並保持樓梯的照明良好，並在洗手間浴缸附近安裝輔助桿以提供支撐 。為了減少跌倒的影響，建議可以試著讓臀部或手優先著地 。最後，服用鈣維生素D補充劑可以幫助強化骨骼 。

## 治療

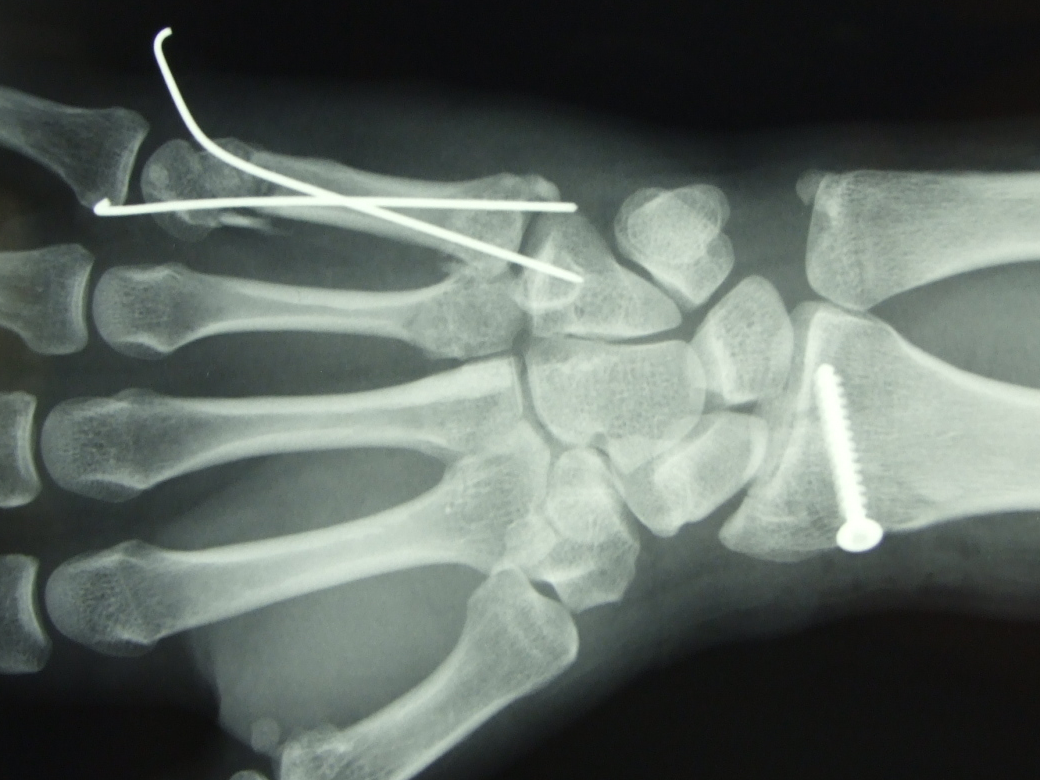
左手第五掌骨骨折，內固定術後的X光片。

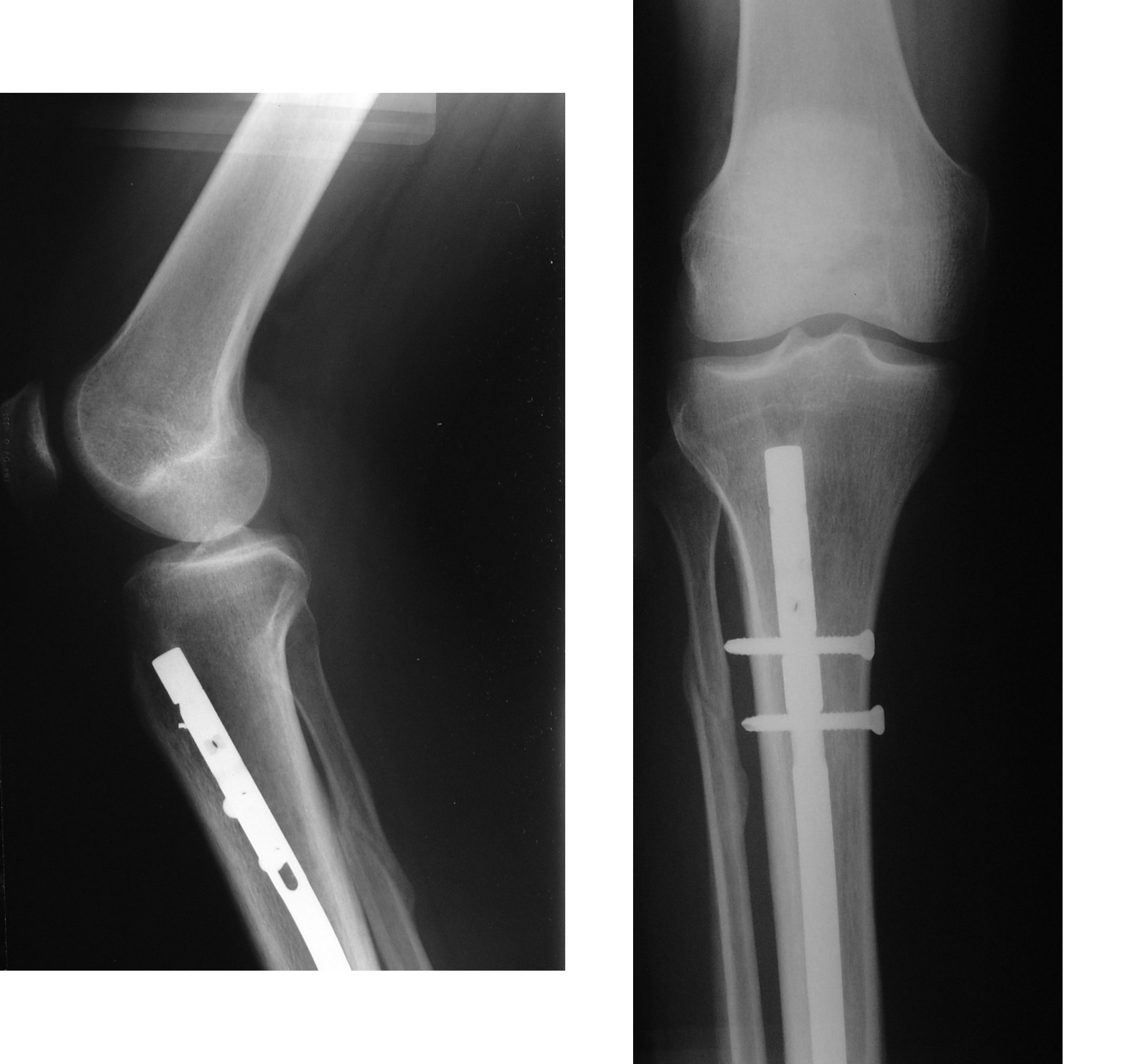
近端脛骨以骨髓內釘固定的術後X光片。

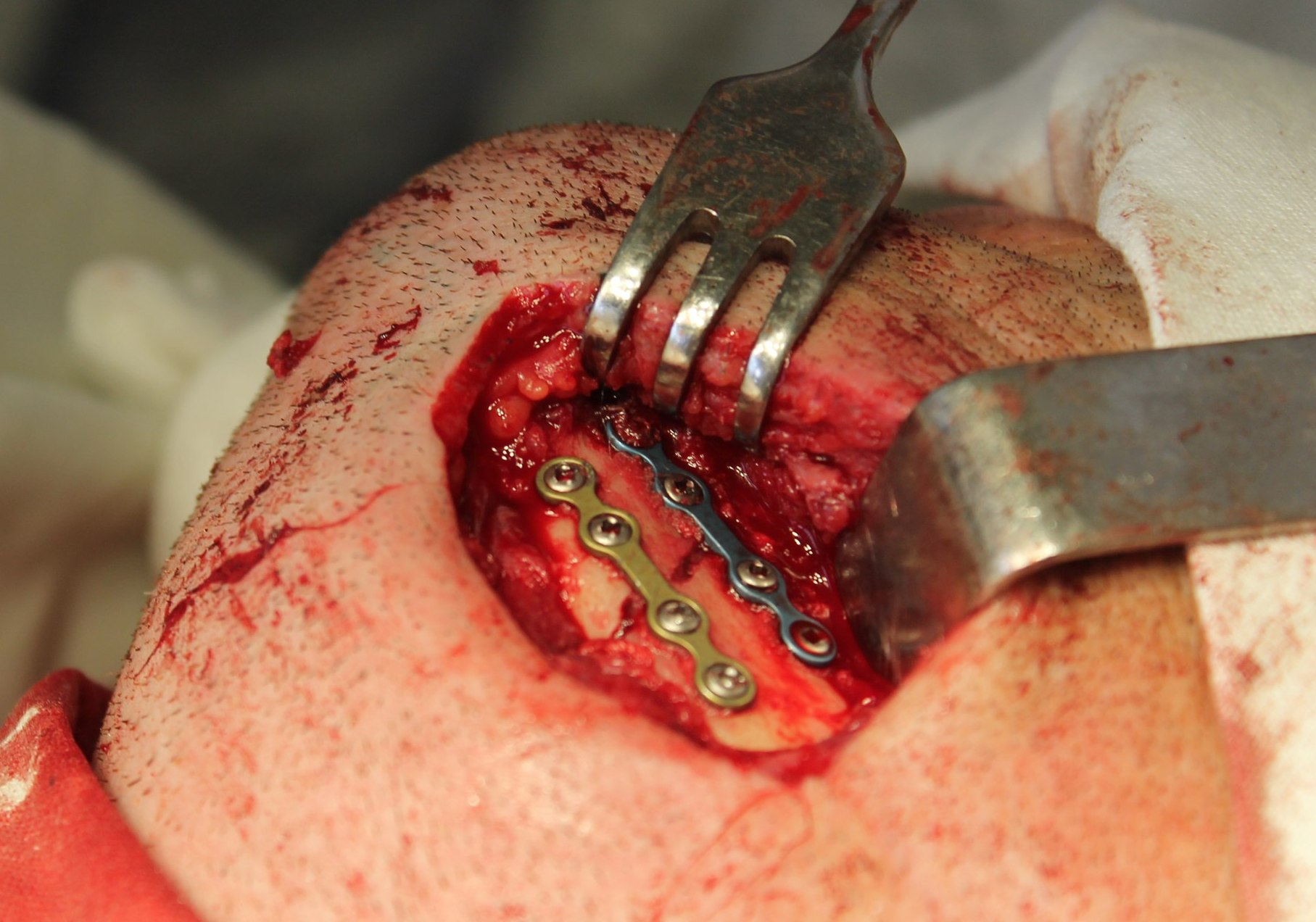
下頜骨骨折的手術治療，金屬板固定斷骨。內固定的原則是穩定性和功能性。

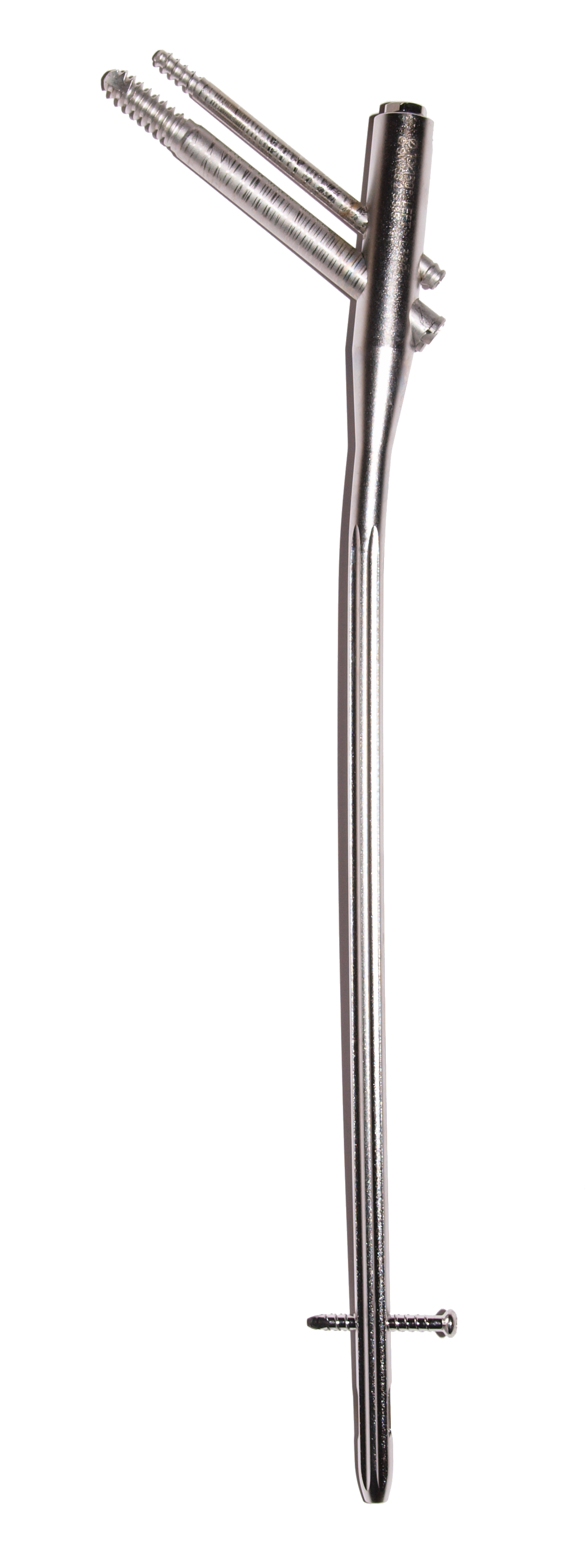
帶有鎖定和穩定螺絲的近端股骨釘，用於治療左大腿股骨骨折。

骨折的治療大致分為手術治療或保守治療，後者基本上是指任何非手術的醫療處置，例如疼痛管理、固定、或其他非手術的穩定措施。類似的分類方式為開放性治療相對於閉鎖性治療，開放性治療是指任何利用手術將骨折部位打開而施予治療，不論骨折是屬於開放性或是閉鎖性的骨折。

### 疼痛管理
用於兒童的手臂骨折，研究發現布洛芬的效果與合併使用乙醯胺酚和可待因相同。

### 固定
由於骨癒合是一個自然過程，因此骨折治療旨在確保癒合後的受傷部位能有最佳功能。典型的治療會將骨碎片回復其原本的位置，並在骨癒合期間保持其位置。通常要將骨骼對齊（稱為復位）到一個合適的位置，並用放射檢查確認對齊。這個過程通常會進行麻醉，因為非常疼痛，大約與骨折時相當。通常採用熟石膏或玻璃纖維強化塑膠的骨科石膏或副木固定患肢，以便將保持骨骼在適當位置，並固定患處上下方的關節。初期的水腫或腫脹減輕時，可將改用可拆式的支架或裝具。內固定必須手術。有時會採用外固定，比如Ilizarov apparatus裝置。
手指和腳趾等較小的骨頭，可能會以併指貼紮固定。Suzuki frame可用於深層的關節內指骨骨折。
兒童的遠端橈骨骨折移位相當輕微者，使用副木的結果與骨科鑄件相同。

### 手術
治療骨折的手術有其風險和益處，通常只有在保守治療已經失敗、或極有可能失敗、或可能導致骨關節功能不良時，才會進行手術。但某些骨折會常規地進行手術，例如髖部骨折（通常起因於骨質疏鬆症），因為非手術治療需要固定斷骨的時間較長，如此則常導致併發症，包括胸部感染、褥瘡、失調狀態、深靜脈血栓、肺栓塞，比手術更危險。當骨折傷及關節面時，通常也建議手術，以進行精確的復位並恢復關節的平滑度。
由於有容易復發的特性，骨骼的感染尤其危險。骨組織主要是由細胞外基質構成，而不是活細胞，因為低新陳代謝，為數不多的血管只能將有限的免疫細胞帶到損傷部位對抗感染。因此，開放性骨折和骨切開術要求非常謹慎的無菌處置和預防性使用抗生素。
植骨偶爾會用於治療骨折。
有時會用金屬強化骨骼，這些植入物必須精心設計與安裝。如果金屬板或螺釘幫骨骼承擔太多負荷，就會發生應力屏蔽，因而導致骨骼萎縮；使用包括鈦及其合金的低模量材料，可以減少這個問題，但並沒有完全消除。安裝的硬體因摩擦產生的熱量可能容易積聚並損壞骨組織，降低連接強度。如果安裝有異種金屬相互接觸（即帶有鈷鉻合金的鈦板或不銹鋼螺釘），將導致電流腐蝕，其產生的金屬離子會局部損壞骨骼，也可能造成全身性的影響。

### 其他
考科藍回顧低強度脈衝超音波用於加快骨折初期癒合速度，發現沒有足夠的證據支持其常規使用]，其他回顧文獻則發現初步證據可能有益處，對於已確定的不癒合也許可作為手術的替代療法。
維生素D補充劑與額外的鈣合用可稍微降低老年人髖部骨折和其他類型骨折的風險，但是僅補充維生素D並不能降低骨折的風險。

## 兒童
- 青枝骨折（英语：Greenstick fracture）：小兒因骨頭以軟骨為主，富柔軟性，因此可能出現像青綠嫩枝被折彎一般，只有局部裂開與彎曲的不完全骨折。
- 生長板損傷：因兒童骨頭兩端還在生長，有可能斷裂在生長板上而影響發育。